# Directorate of Operations
Das Directorate of Operations (von 1952 bis 1973 Directorate of Plans, von 2005 bis 2015 National Clandestine Service genannt) ist eine Abteilung des US-amerikanischen Auslandsgeheimdienstes CIA, die die geheimdienstlichen Aktivitäten sämtlicher US-Nachrichtendienste im Bereich der Human Intelligence (HUMINT) koordiniert. Der National Clandestine Service hat bei seiner Gründung im Oktober 2005 die bisherige Operationsleitung (Directorate of Operations) der CIA und deren Aufgaben zur Gänze übernommen. Zu den Aufgaben des NCS gehört insbesondere die Koordination der HUMINT-Aktivitäten der CIA mit denen anderer Geheimdienste der USA, darunter des FBI, des Diplomatic Security Service (DSS), der Defense Intelligence Agency (DIA), der Air Intelligence Agency (AIA), des Marine Corps Intelligence Activity (MCIA), des Office of Naval Intelligence (ONI) und der Army Intelligence. Der Deputy Director of Operations ist direkt dem Director of the Central Intelligence Agency unterstellt, seine Identität wird allerdings nicht veröffentlicht.
Das Directorate of Plans wurde im August 1952 aus dem Zusammenschluss der Abteilungen Office of Special Operations und Office of Policy Coordination gebildet. 1973 wurde die Abteilung in Directorate of Operations umbenannt, was dem tatsächlichen Tätigkeitsprofil besser entsprach.
Das Directorate of Operations in seiner heutigen Form wurde am 13. Oktober 2005 durch eine Gesetzesinitiative des US-Senators Pat Roberts ins Leben gerufen. Der Anlass für die Gründung waren die Terroranschläge am 11. September 2001. In deren Folge wurde die 9/11-Kommission eingerichtet, deren Aufgabe es war, die Umstände der Anschläge genauer zu untersuchen und außerdem Empfehlungen zu geben, wie derartige Angriffe in Zukunft verhindert werden könnten. In deren Abschlussbericht von 2004 wurde unter anderem ausgeführt, dass der Bereich HUMINT, also Informationsgewinnung über menschliche Quellen, durch die US-Geheimdienste seit langem ernsthaft vernachlässigt worden war. Die Gründe für diese Entwicklung wurden zum einen in dem Ende des Kalten Krieges, zum anderen in den langfristigen Auswirkungen des Church Committees auf das Ansehen der Geheimdienste gesehen. Die nun mit erweiterten Befugnissen versehene Abteilung wurde vorübergehend in National Clandestine Service umbenannt. 